# Sušak
Sušak – wieś w Słowenii, w gminie Ilirska Bistrica. W 2018 roku liczyła 85 mieszkańców.